# Constantino (cónsul 457)

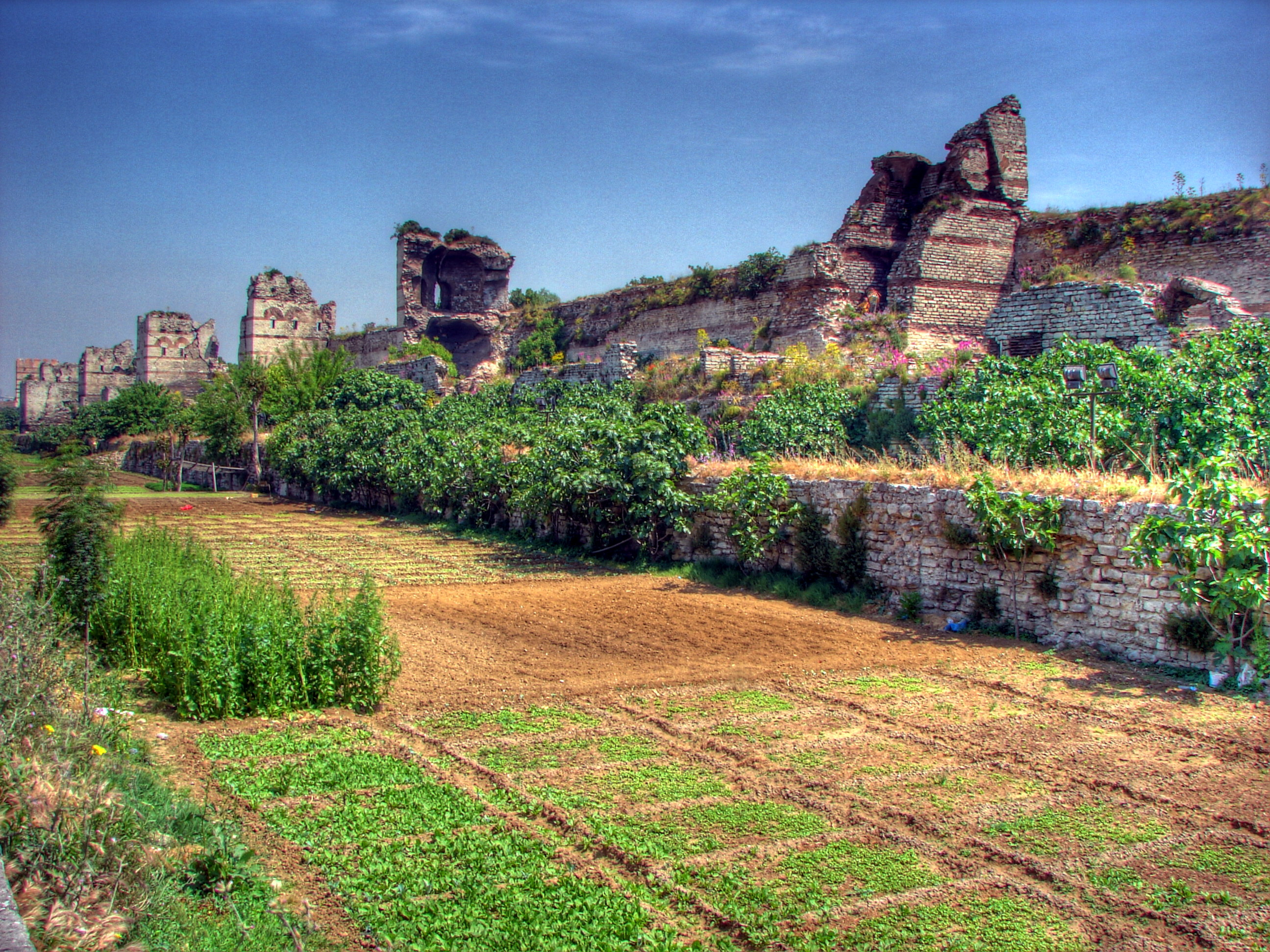
Parte de las murallas de Constantinopla, dañadas por un terremoto en enero de 447 y restauradas por Constantino en sesenta días.

Flavio Constantino (en latín, Flavius Constantinus; fl. 447–464) fue un político del Imperio romano de Oriente, cónsul y tres veces prefecto pretoriano de Oriente. 

## Biografía
Nativo de Laodicea de Frigia, Constantino fue nombrado prefecto pretoriano de Oriente por primera vez alrededor de 447, cuando restauró las murallas de Constantinopla, que habían sido dañadas por un terremoto en enero. Mientras los hunos de Atila avanzaban hacia Constantinopla, Constantino movilizó las facciones del Hipódromo de Constantinopla hasta reunir a 16.000 trabajadores: los Azules trabajaron el tramo de muros desde la Puerta de Blaquernae hasta la Puerta de Myriandrion, los Verdes desde allí hasta el mar de Mármara. En sesenta días, a finales de marzo, llegaron a restaurarse estas murallas y se limpió el foso. Se erigió una inscripción bilingüe para celebrar las obras.
Mientras estaba en el cargo, recibió una carta de Teodoreto de Ciro, por la que solicitaba una reducción de los impuestos en su ciudad, mientras que recibió otra después de que hubiese dejado el cargo.
Tras dejar el cargo en 451, participó en algunas sesiones del Concilio de Calcedonia. En 456 fue nombrado prefecto por segunda vez.
Constantino fue nombrado cónsul en 457, con Flavio Rufo como colega, siendo elegidos por la corte del Imperio romano de Oriente. Después, fue elegido prefecto de Oriente por tercera vez en 459. Recibió el título de patricius (patricio) después de 457.
En 464/465 fue enviado como mensajero al rey persa sasánida Peroz I. Esperó en Edesa hasta que fue recibido en la corte de Peroz. Los persas tenían varias recriminaciones y pidieron contribuciones financieras romanas para la defensa de las Puertas Caspias, pero los romanos se negaron y Constantino tuvo que volver sin haber conseguido nada.